# Szalay Tibor (labdarúgó)
Szalay Tibor (Köbölkút, 1938. január 26. –) labdarúgó, csatár.

## Pályafutása
A Bp. Vörös Lobogó csapatában kezdte a labdarúgást. 1956-ban nyugatra távozott. Külföldön kilenc csapatban szerepelt, többek között az Austria Wien, a Sevilla FC és az FC Barcelona csapataiban. Az aktív labdarúgást az Egyesült Államokban fejezte be.

## Sikerei, díjai
- Török bajnokság
  - bajnok: 1966–67